# 尼科斯·萨查利阿迪斯

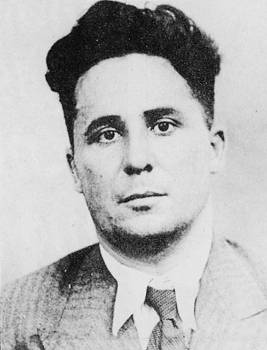
1945年5月30日，希腊共产党中央机关报《激进者》刊登的尼科斯·萨查利阿迪斯照片

尼科斯·萨查利阿迪斯（1903年4月27日—1973年8月1日）是希腊的一个共产主义政治家，曾任希腊共产党总书记（1931年—1936年，1945年—1956年）。
他出生在奥斯曼帝国阿德里安堡州埃迪尔内的一个希腊人小资产阶级家庭。1919年，他移居君士坦丁堡。在那里，他从事各种工作，包括当兵，并首次参与组织工人运动。希土战争结束后，希土两国进行人口互换，他的家庭被迫迁往希腊，从此陷入贫困。1922年—1923年，他前往苏联，成为共青团员。他在苏联政府和共产国际的各种政治和军事机构学习，包括国际列宁学校。
1923年，他被派回希腊组织希腊青年共产主义联盟。入狱后，逃往苏联。1931年，他被派回希腊，在派系林立的希腊共产党内恢复秩序。同年，他当选为希腊共产党总书记。1935年，在共产国际第七次代表大会上，他当选为共产国际执行委员会委员。在1936年之前的几年里，他成功地领导希腊共产党，该党成员人数增加三倍，并在希腊议会中占有一席之地，甚至控制了一些工会。
1936年，他被扬尼斯·梅塔克萨斯右翼独裁政府逮捕。1940年10月28日意大利入侵希腊后，他在监狱中为建立联合反法西斯阵线提供政治支持，但仍然被监禁。1941年纳粹德国占领希腊后，他被转移至达豪集中营，直至1945年5月美国军队解放该营。
在希腊内战期间（1946年—1949年），他与马科斯·瓦菲阿迪斯共同参与希腊共产党领导的希腊民主军的组建和运作。1949年希腊民主军失败后，他和其他民主军领导人撤退至乌兹别克苏维埃社会主义共和国首都塔什干。在1953年斯大林去世前，他仍然得到希腊共产党“海外”支部的支持。
1955年，他失去塔什干支部的支持。经过一番内部争斗后，他在1956年5月被罢免希腊共产党总书记职务，据称这是得到尼基塔·赫鲁晓夫支持的。1957年，他被希腊共产党开除。
此后，他在西伯利亚流亡，度过余生，最初在雅库特，后迁至苏尔古特。根据克格勃的官方记录，他于1973年自杀身亡。1991年苏联解体之际，他的遗体被运回希腊安葬。